# Adomnan d'Iona
Pour les articles homonymes, voir Saint Adamnan.
Adomnan d'Iona ou saint Adamnan, également connu sous le nom d'Eunan, né vers 624 et mort en 704, est le 9e abbé d'Iona en Écosse, de 679 à 704.
Reconnu saint, il est fêté le 23 septembre.

## Biographie
Neuvième abbé de Iona. Selon sa généalogie, comme nombreux de ses prédécesseurs, il appartient à la famille du fondateur de l'abbaye d'Iona saint Colomba, le Cenél Conaill des Uí Néill du Nord.
Adomnan mac Ronan mac Tinne mac Aed mac Colman mac Sétnae mac Fergus Cendfota mac Conall Gulban mac Niall Noigiallach.
Il est connu pour son rôle très important dans la querelle de Pâques qui a opposé les chrétiens d'Irlande et l'Église de Rome ainsi que pour la rédaction dans la dernière décennie du VIIe siècle de la Vie de saint Columba qui retrace la vie du moine fondateur du phare de la chrétienté dans les îles Britanniques, saint Colomba (ou Columba ou Columb Cille, la « colombe du Ciel ») un peu plus d'un siècle auparavant (521-563-597).
Il écrit, entre 679 et 688, une description des lieux saints : De locis sanctis, sur la base du récit que lui fit l'évêque gaulois Arculfe au retour de son séjour de neuf mois dans la ville de Jérusalem.
Adomnan est également l'auteur du Cain Adamnain ou Lex Innocentium destinée à assurer la protection en cas de conflits, des femmes des enfants et des gens d'Église. Il obtint la ratification de ce texte par 40 évêques ou abbés irlandais et 51 rois provinciaux ou tribaux d'Irlande et d'Écosse au synode de Birr en 697.
Il est mort en 704 dans sa 77e année. Sa fête est le 23 septembre.